# 阿拉买提镇
阿拉买提乡，是中华人民共和国新疆维吾尔自治区喀什地区莎车县下辖的一个乡镇级行政单位。

## 行政区划
阿拉买提乡下辖以下地区：
阔什阿瓦提村、乃则尔巴格村、青格力克村、苏盖提力克村、诺代村、塔尕其吾斯塘村、英阿拉麦提村、托哈斯台村、墩吾斯塘村、索拉克马村、阿孜拉村、阔纳巴扎村、阔纳阿拉买提村、克其克依盖尔其村、美其特克热木村和扎满库木村。